# Шуміха
Шумі́ха (рос. Шумиха) — місто, центр Шуміхинського району Курганської області, Росія. Адміністративний центр та єдиний населений пункт Шуміхинського міського поселення.

## Географія
Розташоване на південному заході області, в лісостеповій природній зоні, за 146 км на захід від Кургану, за 125 км на схід від Челябінська, за 97 км на південь від Шадрінська та за 92 км на північ від села Цілинне. Територію міста омивають 4 озера: Чисте, Крутоберегово, Кур-табиз, Баннікова. Місто є третім за чисельністю населення і за економічним значенням місто області. Значний економічний, промисловий центр області, центр сільського господарства та харчової промисловості.
Клімат міста помірний, за загальними характеристиками відноситься до помірного континентального (перехідний від помірно-континентального до різко континентального).
| Клімат Шуміхи           | Клімат Шуміхи | Клімат Шуміхи | Клімат Шуміхи | Клімат Шуміхи | Клімат Шуміхи | Клімат Шуміхи | Клімат Шуміхи | Клімат Шуміхи | Клімат Шуміхи | Клімат Шуміхи | Клімат Шуміхи | Клімат Шуміхи | Клімат Шуміхи |
| Показник                | Січ.          | Лют.          | Бер.          | Квіт.         | Трав.         | Черв.         | Лип.          | Серп.         | Вер.          | Жовт.         | Лист.         | Груд.         |               |
| Середня температура, °C | −21,7         | −20,5         | −14,8         | −1,5          | 5,7           | 11,9          | 13,6          | 10,9          | 5,9           | −1,4          | −10,7         | −18           |               |
| ----------------------- | ------------- | ------------- | ------------- | ------------- | ------------- | ------------- | ------------- | ------------- | ------------- | ------------- | ------------- | ------------- | ------------- |

## Історія
Місто було засноване 1892 року як залізнична станція Західно-Сибірської залізниці. До 1943 року входило до складу Челябінської області як селище. Статус міста отримало 1944 року.
Свою незвичну назву воно отримало, як стверджують старожили, від очерету, що в достатку виростав на тутешніх водоймах та «шумів» навіть від легкого подиху вітерця.
Існує ще дві інші версії:
- Від назви озера, яке розташоване на південь від міста;
- Шуміха — це назва сусального золота, яким торгували бухарці в цих місцях.

При станції стало утворюватися селище з 50 будинків в торгово-промисловими цілями. Поступово селище розросталося, у ньому з'явилися 2 початкові школи — залізнична та платна селищна, один невеликий Фельдшерсько-акушерський пункт, залізничний клуб. У селищі було три млини, салотопний, миловарний та шкіряний заводи, церква, кілька шинків та елеватор на півмільйона пудів хліба.
Першим жителем Шуміхи був Спиридон Клещєв. Коли почали будувати Західно-Сибірську залізницю він відкрив тут таємний продаж горілки та різних їстівних припасів, скупляв крадені речі, а згодом відкрив будинок розпусти у своїй садибі. При обшуку в підвалі Спиридона Клещєва були знайдені 7 трупів. 1907 року його було заарештовано, при арешті він чинив озброєний опір, був побитий та кинутий до в'язниці, де й помер від побоїв.

## Населення
Населення — 17542 особи (2017, 17819 у 2010, 19083 у 2002).
Свого часу зростання населення в місті підштовхнуло утворення нових підприємств, таких як «Шуміхинський м'ясокомбінат», «Шуміхинський масломолочний комбінат», «Шуміхинський птахокомбінат» та «Шуміхинська швейна фабрика». Після розпаду СРСР чисельність населення зменшилась після максимуму 1989 року. Різке зменшення чисельності населення в XXI столітті пов'язано з соціально-економічними перетвореннями в країні. Останнім часом до міста стали переїжджати жителі сусідніх населених пунктів.

## Господарство

### Промисловість
- ВАТ «Шуміхинський завод підшипникових голкороликів» — підприємство з виробництва голчастих підшипників та роликів;
- ТОВ «Шуміхинське машинобудівне підприємство» — підприємство з виробництва трубопровідної та гирлової запірної арматури для нафтогазовидобувної промисловості;
- ЗАТ «Далур» (Шуміхинський урановий завод) — підприємство з видобутку уранових руд способом підземного вилуговування;
- ЗАТ «Калугатрансмаш-сервіс» (Шуміхинський крановий завод) — підприємство з виробництва, ремонту та продажу залізничної техніки;
- ОГУП «Шуміхинська міжрайонна друкарня» — підприємство з виробництва друкованої продукції;
- «Шуміхинський РЕЗ»
- «Шуміхинський ВЕС»
- «Шуміхинський хлібокомбінат»
- «Шуміхинський елеватор»
- «Шуміхинське хлібоприймальне підприємство»
- «Шуміхинський комбікормовий завод»
- Меблева фабрика «ВладВік»

Харчова промисловість міста: ТОВ «Шанхай» (молочна продукція), ТОВ «Світлана» (молочна продукція), ТОВ «Гурт» (заготівля молочної продукції), ВАТ «Шуміхинська птахофабрика» (ПЛАН), ЗАТ «Шуміхинський хліб» (хлібна продукція), IP СФГ «Шакіров» (хлібна продукція), ТОВ «Рівакс» (хлібна продукція), ТОВ «Добрий хліб» (хлібна продукція), IP Синицин (хлібна продукція), ТОВ «Хладлена» (напівфабрикати).

### Транспорт
Через місто проходить електрифікована Транссибірська залізнична магістраль Москва — Челябінськ — Курган — Владивосток (лінія Челябінськ — Курган) з високою інтенсивністю руху (порядку 78 пасажирських поїздів за добу). У межах міста розташована залізнична станція «Шумиха» (щогодинне відправлення більше 30 осіб), входить до складу Курганського відділення Південно-Уральської залізниці — філії ВАТ «Російські залізниці». Пряме безпересадкове сполучення з Курганом, Щучим та Челябінськом (12 пар приміських електропоїздів щодня, для всіх електропоїздів станція кінцева або початкова). На станції зупиняється швидкісний приміський електропоїзд Курган — Челябінськ (пара електропоїздів щодня). Станція відкрита для вантажних робіт.
На 2 кілометри північніше міста проходить автомобільна дорога федерального значення Байкал яка забезпечує виходом до Кургану, Омська, Новосибірська та Челябінська. З автовокзалу відправляються автобуси, що здійснюють регулярні міжміські (Курган, Шадрінськ, Куртамиш, Щуче, Тобольськ та Челябінськ) і внутрішньорайонні рейси. Пасажирські перевезення здійснюються приватними перевізниками. Автовокзал суміщений із залізничним вокзалом.
На початку 2000-их з'явилися маршрутні таксі. Діє міський автобусний маршрут (раніше діяли 3 маршрути), який є лінійним та з'єднує мікрорайон «Західний» зі східною частиною міста. Автобус слідує через залізничний/авто вокзал по головних вулицях міста. Розвинена сфера таксомоторних перевезень.

### Освіта
Систему дошкільної освіти становлять 7 дитячих садів. Всі вони розташовані на балансі муніципалітету. Середню освіту міста представлено 7 школами, в тому числі 1 школа-інтернат і 1 вечірня школа. Система додаткової освіти включає в себе 1 музичну, 1 художню і 1 дитячо-юнацьку спортивну школу.
Система професійного освіти міста становить 2 установи середньої професійної освіти:
- Шуміхинський аграрно-будівельний коледж[8] — очне та заочне навчання.
- Шуміхинська філія Курганського технологічного коледжу імені Анфіногенова — заочне навчання.
- Шуміхинська філія Південно-Уральського державного університету — заочне навчання.
- Шуміхинська філія Челябінського державного педагогічного університету — заочне навчання.
- Шуміхинська філія Челябінського державного університету — заочне навчання.

## Культура
З 2010 року в районному Будинку культури постійно проходять гастролі Шадрінського державного драматичного театру. тут постійно діють виставки дитячих малюнків. З 2006 року на його базі проводиться районний фестиваль народної творчості «Русская старина», в якому беруть участь сільські заклади культури та школи району. На його базі працюють творчі колективи, які активно беруть участь у культурному житті району, області та за її межами.
Кінотеатри:
- Центр Дозвілля і Кіно «Родина» — 17 грудня 2009 року відзначив свій півстолітній ювілей[9]. Знаходиться за адресою: вул. Радянська, 48.
- 3D кінотеатр «Тріумф» — відкритий 2012 року

У місті діє історико-краєзнавчий музей.
Діє дитяча школа мистецтв, де на 4 відділеннях навчається близько 350 дітей. Дитяча школа мистецтв займається не лише освітнім процесом, а й концертно-просвітницькою роботою. Концерти, виставки, конкурси, майстер-класи проходять тут протягом усього навчального року.
Пам'ятники:
- Пам'ятник Леніну
- Пам'ятник-меморіал на честь загиблих на фронтах Другої світової війни
- Пам'ятник ліквідаторам Чорнобильської АЕС
- Пам'ятник робочим Шуміхинського машинобудівного заводу
- Пам'ятник першому поселенцеві міста Клещєву
- Пам'ятник на честь загиблих шуміхинців в боротьбі за Радянську владу
- Пам'ятник-погруддя Двічі Герою Радянського Союзу Євстигнєєву
- Пам'ятник Скорботній матері
- Вічний вогонь

### Спорт
Спортом № 1 у місті прийнято вважати важку атлетику. Секція в місті була заснована 7 квітня 1980 тренером Сабітом Хальмітовим. За 30 років існування секція виховала 6 майстрів спорту, 23 кандидати у майстри спорту, 37 чемпіонів Курганської області, 26 чемпіонів та призерів Уральського федерального округу, 4 чемпіона та призера Росії та 1 призера Європи — Ігоря Корсєєва. 5 Шуміхинських важкоатлетів входили до резерву збірної Росії. 1993 року Олексій Поспєлов встановив рекорд Росії серед 18-річних юнаків, 2003 року — рекорд Уральського федерального округу серед чоловіків. З 24 рекордів Курганської області — 10 належать Шуміхинським важкоатлетам.
Спортом № 2 у місті прийнято вважати бокс. Відносно молодий вид спорту в місті. Секція боксу в місті отримала розвиток з 1998 року. Тренує юних боксерів Микола Павлов, його вихованці завойовують медалі районних, обласних та регіональних змагань. У місті щорічно проводять міжнародні змагання з боксу.
Місцевий футбольний клуб «Труд» ставить ставку на своїх вихованців, клуб є трикратним бронзовим призером та срібним призером чемпіонату області. Одне з найкращих досягнень клубу — це вихід до 1/32 фіналу Кубка РРФСР серед команд КФК 1991 року, де Шуміхинський «Труд» зустрічався з футбольним клубом «Металург» (Магнітогорськ) і програв з рахунком 2:5 та 0:3.
Найбільші спортивні споруди міста:
- Стадіон «Труд» — побудований 1957 року, трибуни здатні прийняти 2000 глядачів. Є основним футбольним стадіоном міста та домашньою ареною футбольного клубу «Труд»
- Дитячо-юнацька спортивна школа — заняття боксом, футболом, важкою атлетикою
- Хокейний корт — заняття хокеєм

Основні спортивні клуби міста:
- «Труд» — футбольний клуб міста та району, грає в чемпіонаті області, трикратний бронзовий призер чемпіонату області
- Збірна команда боксерів ДЮСШ
- Збірна команда важкоатлетів ДЮСШ

## Злочинність
Для Уральського федерального округу, а саме Курганської області, характерна відносно висока злочинність. Злочинність в місті в цілому вище, ніж по області. Найбільш типові злочини — крадіжки, грабежі та вбивства. За статистикою на кінець 2011 року злочини в області стали спадати, але бажаного результату не приносить лише місто Шуміха. У місті з кожним роком навпаки зростає відсоток злочинів. На сьогоднішній день місто вважається кримінальним центром всієї області. Якщо відбувається жорстоке вбивство, то найчастіше це тут. За статистикою за 6 місяців 2009 року в місті зафіксовано 12 вбивств, не кажучи вже про інші злочини.
За деякими даними в середині 2000-их років місто займало 1 місце в рейтингу кримінальних міст Уральського федерального округу. На сьогоднішній день в області три «кримінальних» міста — Курган, Шадрінськ та Шуміха. Решта населений пунктів області живуть набагато тихіше та спокійніше.